# Playoffs ACB 2024-25
Los Playoffs ACB 2024-25 fueron el torneo de postemporada de la temporada 2024-25 de la ACB, que comenzó el 28 de septiembre de 2024. Los playoffs comenzaron el 2 de junio y finalizaron el 25 de junio.

## Formato
Los cuartos de final son series al mejor de tres; el equipo que gana dos partidos avanza a la siguiente ronda. Esta ronda tiene un formato 1–1–1. Desde las semifinales en adelante, las rondas son series al mejor de cinco; el equipo que gana tres partidos avanza a la siguiente ronda. Estas rondas, incluidas las finales, tienen un formato 2–2–1. La ventaja de la cancha local en cualquier ronda pertenece al equipo mejor clasificado.

## Clasificación
El 6 de abril de 2025, el Real Madrid se convirtió en el primer equipo clasificado para los playoffs.
| Rank. | Equipo                 | Balance | Conseguido       | Conseguido      | Conseguido        |
| Rank. | Equipo                 | Balance | Acceso a Playoff | Cabeza de serie | Mejor clasificado |
| ----- | ---------------------- | ------- | ---------------- | --------------- | ----------------- |
| 1     | Real Madrid            | 30-4    | 6 de abril       | 21 de abril     | 11 de mayo        |
| 2     | Valencia Basket        | 25-9    | 20 de abril      | 17 de mayo      | —                 |
| 3     | La Laguna Tenerife     | 25-9    | 13 de abril      | 4 de mayo       | —                 |
| 4     | Unicaja Málaga         | 23-11   | 3 de mayo        | 18 de mayo      | —                 |
| 5     | Barça                  | 21-13   | 18 de mayo       | —               | —                 |
| 6     | Joventut               | 20-14   | 24 de mayo       | —               | —                 |
| 7     | Dreamland Gran Canaria | 19-15   | 24 de mayo       | —               | —                 |
| 8     | Baskonia               | 19-15   | 24 de mayo       | —               | —                 |

## Cuadro de enfrentamientos
|  | Cuartos de final | Cuartos de final       | Cuartos de final | Cuartos de final   | Cuartos de final |    |                 | Semifinales | Semifinales | Semifinales | Semifinales | Semifinales | Semifinales | Semifinales |  |   | Final       | Final | Final | Final | Final | Final | Final |  |
|  |                  |                        |                  |                    |                  |    |                 |             |             |             |             |             |             |             |  |   |             |       |       |       |       |       |       |  |
|  |                  |                        |                  |                    |                  |    |                 |             |             |             |             |             |             |             |  |   |             |       |       |       |       |       |       |  |
|  | 1                | Real Madrid            | 82               | 112                |                  |    |                 |             |             |             |             |             |             |             |  |   |             |       |       |       |       |       |       |  |
|  | 1                | Real Madrid            | 82               | 112                |                  |    |                 |             |             |             |             |             |             |             |  |   |             |       |       |       |       |       |       |  |
|  | 8                | Baskonia               | 76               | 103                |                  |    |                 |             |             |             |             |             |             |             |  |   |             |       |       |       |       |       |       |  |
|  | 8                | Baskonia               | 76               | 103                |                  | 1  | Real Madrid     | 99          | 90          | 84          | 86          |             |             |             |  |   |             |       |       |       |       |       |       |  |
|  |                  |                        |                  |                    |                  | 1  | Real Madrid     | 99          | 90          | 84          | 86          |             |             |             |  |   |             |       |       |       |       |       |       |  |
|  |                  |                        | 4                | Unicaja Málaga     | 81               | 75 | 86              | 79          |             |             |             |             |             |             |  |   |             |       |       |       |       |       |       |  |
|  | 4                | Unicaja Málaga         | 4                | Unicaja Málaga     | 81               | 75 | 86              | 79          | 97          | 81          | 97          |             |             |             |  |   |             |       |       |       |       |       |       |  |
|  | 4                | Unicaja Málaga         |                  |                    |                  |    |                 |             |             |             |             |             |             |             |  |   |             |       |       |       |       |       |       |  |
|  | 5                | Barça                  | 101              | 59                 | 95               |    |                 |             |             |             |             |             |             |             |  |   |             |       |       |       |       |       |       |  |
|  | 5                | Barça                  | 101              | 59                 | 95               |    |                 |             |             |             |             |             |             |             |  | 1 | Real Madrid | 89    | 102   | 81    |       |       |       |  |
|  |                  |                        |                  |                    |                  |    |                 |             |             |             |             |             |             |             |  | 1 | Real Madrid | 89    | 102   | 81    |       |       |       |  |
|  |                  |                        | 2                | Valencia Basket    | 75               | 96 | 70              |             |             |             |             |             |             |             |  |   |             |       |       |       |       |       |       |  |
|  | 2                | Valencia Basket        | 2                | Valencia Basket    | 75               | 96 | 70              | 98          | 102         |             |             |             |             |             |  |   |             |       |       |       |       |       |       |  |
|  | 2                | Valencia Basket        |                  |                    |                  |    |                 |             |             |             |             |             |             |             |  |   |             |       |       |       |       |       |       |  |
|  | 7                | Dreamland Gran Canaria | 74               | 94                 |                  |    |                 |             |             |             |             |             |             |             |  |   |             |       |       |       |       |       |       |  |
|  | 7                | Dreamland Gran Canaria | 74               | 94                 |                  | 2  | Valencia Basket | 83          | 105         | 94          |             |             |             |             |  |   |             |       |       |       |       |       |       |  |
|  |                  |                        |                  |                    |                  | 2  | Valencia Basket | 83          | 105         | 94          |             |             |             |             |  |   |             |       |       |       |       |       |       |  |
|  |                  |                        | 3                | La Laguna Tenerife | 65               | 74 | 87              |             |             |             |             |             |             |             |  |   |             |       |       |       |       |       |       |  |
|  | 3                | La Laguna Tenerife     | 3                | La Laguna Tenerife | 65               | 74 | 87              | 96          | 80          |             |             |             |             |             |  |   |             |       |       |       |       |       |       |  |
|  | 3                | La Laguna Tenerife     |                  |                    |                  |    |                 |             |             |             |             |             |             |             |  |   |             |       |       |       |       |       |       |  |
|  | 6                | Joventut Badalona      | 81               | 60                 |                  |    |                 |             |             |             |             |             |             |             |  |   |             |       |       |       |       |       |       |  |
|  | 6                | Joventut Badalona      | 81               | 60                 |                  |    |                 |             |             |             |             |             |             |             |  |   |             |       |       |       |       |       |       |  |
|  |                  |                        |                  |                    |                  |    |                 |             |             |             |             |             |             |             |  |   |             |       |       |       |       |       |       |  |

## Cuartos de final

### Real Madrid vs. Baskonia
| 3 de junio de 2025              | Real Madrid                                                       | 82–76                                 | Baskonia                                                      | Madrid |  |  |
| 19:00                           | Parciales: 15–14, 22–24, 22–13, 23–25                             | Parciales: 15–14, 22–24, 22–13, 23–25 | Parciales: 15–14, 22–24, 22–13, 23–25                         | |  |  |
|                                 | Estadísticas W. Tavares 16 W. Tavares 13 S. Llull 6 W. Tavares 35 | Reporte Pts Reb Asts Val              | Estadísticas 17 M. Howard 6 D. Hall 6 T. Forrest 18 M. Howard | Pabellón: Movistar Arena Asistencia: 9067 espectadores Árbitros: Carlos Peruga Embid Carlos Cortés Rey Vicente Martínez Silla |  |  |
| Real Madrid lidera la serie 1-0 |                                                                   |                                       |                                                               | |  |  |
|                                 |                                                                   |                                       |                                                               | |  |  |

| 6 de junio de 2025            | Baskonia                                                          | 103–112                               | Real Madrid                                                                     | Vitoria |  |  |
| 21:15                         | Parciales: 33–27, 23–27, 25–34, 22–24                             | Parciales: 33–27, 23–27, 25–34, 22–24 | Parciales: 33–27, 23–27, 25–34, 22–24                                           | |  |  |
|                               | Estadísticas T. Forrest 30 C. Moneke 6 T. Forrest 7 T. Forrest 33 | Reporte Pts Reb Asts Val              | Estadísticas 19 S. Llull 10 B. Fernando, W. Tavares 6 F. Campazzo 22 W. Tavares | Pabellón: Fernando Buesa Arena Asistencia: 12 154 espectadores Árbitros: Antonio Conde Ruiz Arnau Padrós Feliu Alberto Baena Arroyo |  |  |
| Real Madrid gana la serie 2-0 |                                                                   |                                       |                                                                                 | |  |  |
|                               |                                                                   |                                       |                                                                                 | |  |  |

| 6 de enero de 2025 | Baskonia | 82–89   | Real Madrid |                                         |  |
|                    |          |         |             |                                         |  |
|                    |          | Reporte |             | Pabellón: Fernando Buesa Arena, Vitoria |  |

| 16 de marzo de 2025 | Real Madrid | 83–78   | Baskonia |                                  |  |
|                     |             |         |          |                                  |  |
|                     |             | Reporte |          | Pabellón: Movistar Arena, Madrid |  |

| 1988 | Real Madrid | 2–1 | Taugrés |                                 |
|      |             |     |         |                                 |
|      |             |     |         | Pabellón: Cuartos de final 1988 |

| 1989 | Real Madrid | 2–0 | Taugrés |                                 |
|      |             |     |         |                                 |
|      |             |     |         | Pabellón: Cuartos de final 1989 |

| 1990 | Real Madrid | 2–0 | Taugrés |                                 |
|      |             |     |         |                                 |
|      |             |     |         | Pabellón: Cuartos de final 1990 |

| 1991 | Real Madrid Otaysa | 0–2 | Taugrés |                                 |
|      |                    |     |         |                                 |
|      |                    |     |         | Pabellón: Cuartos de final 1991 |

| 1992 | Real Madrid Asegurator | 3–2 | Taugrés |                            |
|      |                        |     |         |                            |
|      |                        |     |         | Pabellón: Semifinales 1992 |

| 2001 | Real Madrid | 3–2 | TAU Cerámica |                            |
|      |             |     |              |                            |
|      |             |     |              | Pabellón: Semifinales 2001 |

| 2005 | TAU Cerámica | 2–3 | Real Madrid |                        |
|      |              |     |             |                        |
|      |              |     |             | Pabellón: Finales 2005 |

| 2009 | TAU Cerámica | 2–1 | Real Madrid |                            |
|      |              |     |             |                            |
|      |              |     |             | Pabellón: Semifinales 2009 |

| 2010 | Caja Laboral | 3–2 | Real Madrid |                            |
|      |              |     |             |                            |
|      |              |     |             | Pabellón: Semifinales 2010 |

| 2012 | Real Madrid | 3–2 | Caja Laboral |                            |
|      |             |     |              |                            |
|      |             |     |              | Pabellón: Semifinales 2012 |

| 2018 | Real Madrid | 3–1 | Kirolbet Baskonia |                        |
|      |             |     |                   |                        |
|      |             |     |                   | Pabellón: Finales 2018 |

| 2022 | Real Madrid | 3–0 | Bitci Baskonia |                            |
|      |             |     |                |                            |
|      |             |     |                | Pabellón: Semifinales 2022 |

Este será el decimotercer enfrentamiento de ambos equipos en playoffs, con nueve victorias para el Real Madrid en los anteriores.

### Unicaja vs. Barça
| 3 de junio de 2025        | Unicaja                                                                | 97–101 (OT)                                         | Barça                                                                         | Málaga |  |  |
| 21:15                     | Parciales: 21–16, 25–21, 14–25, 25–23 (T.E.: 12–16)                    | Parciales: 21–16, 25–21, 14–25, 25–23 (T.E.: 12–16) | Parciales: 21–16, 25–21, 14–25, 25–23 (T.E.: 12–16)                           | |  |  |
|                           | Estadísticas T. Carter 13 T. Pérez 7 K. Perry 10 T. Pérez, K. Perry 15 | Reporte Pts Reb Asts Val                            | Estadísticas 21 K. Punter 7 W. Hernangómez, J. Parra 6 K. Punter 29 K. Punter | Pabellón: Palacio de Deportes José María Martín Carpena Asistencia: 10 554 espectadores Árbitros: Juan Carlos García González Francisco Araña Santana Jorge Martínez Fernández |  |  |
| Barça lidera la serie 0-1 |                                                                        |                                                     |                                                                               | |  |  |
|                           |                                                                        |                                                     |                                                                               | |  |  |

| 6 de junio de 2025 | Barça                                                                      | 59–81                                 | Unicaja                                                        | Barcelona |  |  |
| 19:00              | Parciales: 17–26, 18–18, 13–21, 11–16                                      | Parciales: 17–26, 18–18, 13–21, 11–16 | Parciales: 17–26, 18–18, 13–21, 11–16                          | |  |  |
|                    | Estadísticas K. Punter 12 T. Satoranský 7 T. Satoranský 6 T. Satoranský 13 | Reporte Pts Reb Asts Val              | Estadísticas 15 K. Perry 7 M. Ejim 6 A. Díaz 20 A. Balcerowski | Pabellón: Palau Blaugrana Asistencia: 6892 espectadores Árbitros: Emilio Pérez Pizarro Òscar Perea Lorente Alberto Sánchez Sixto |  |  |
| Serie empatada 1-1 |                                                                            |                                       |                                                                | |  |  |
|                    |                                                                            |                                       |                                                                | |  |  |

| 8 de junio de 2025        | Unicaja                                                     | 97–95 (OT)                                          | Barça                                                             | Málaga |  |  |
| 18:30                     | Parciales: 24–18, 19–24, 12–22, 29–20 (T.E.: 13–11)         | Parciales: 24–18, 19–24, 12–22, 29–20 (T.E.: 13–11) | Parciales: 24–18, 19–24, 12–22, 29–20 (T.E.: 13–11)               | |  |  |
|                           | Estadísticas K. Taylor 16 T. Pérez 6 K. Perry 4 T. Pérez 19 | Reporte Pts Reb Asts Val                            | Estadísticas 31 K. Punter 6 J. Parra 6 T. Satoranský 30 K. Punter | Pabellón: Palacio de Deportes José María Martín Carpena Asistencia: 10 681 espectadores Árbitros: Antonio Conde Ruiz Jordi Aliaga Solé Martín Caballero Madrid |  |  |
| Unicaja gana la serie 2-1 |                                                             |                                                     |                                                                   | |  |  |
|                           |                                                             |                                                     |                                                                   | |  |  |

| 27 de octubre de 2024 | Unicaja | 103–96  | Barça |                                                                 |  |
|                       |         |         |       |                                                                 |  |
|                       |         | Reporte |       | Pabellón: Palacio de Deportes José María Martín Carpena, Málaga |  |

| 27 de abril de 2025 | Barça | 83–81   | Unicaja |                                      |  |
|                     |       |         |         |                                      |  |
|                     |       | Reporte |         | Pabellón: Palau Blaugrana, Barcelona |  |

| 1995 | FC Barcelona Banca Catalana | 3–2 | Unicaja |                        |
|      |                             |     |         |                        |
|      |                             |     |         | Pabellón: Finales 1995 |

| 1997 | FC Barcelona Banca Catalana | 3–2 | Unicaja |                                 |
|      |                             |     |         |                                 |
|      |                             |     |         | Pabellón: Cuartos de final 1997 |

| 2000 | FC Barcelona | 3–2 | Unicaja |                                 |
|      |              |     |         |                                 |
|      |              |     |         | Pabellón: Cuartos de final 2000 |

| 2001 | FC Barcelona | 3–0 | Unicaja |                            |
|      |              |     |         |                            |
|      |              |     |         | Pabellón: Semifinales 2001 |

| 2004 | FC Barcelona | 3–0 | Unicaja |                            |
|      |              |     |         |                            |
|      |              |     |         | Pabellón: Semifinales 2004 |

| 2009 | Regal FC Barcelona | 2–1 | Unicaja |                            |
|      |                    |     |         |                            |
|      |                    |     |         | Pabellón: Semifinales 2009 |

| 2010 | Regal FC Barcelona | 3–0 | Unicaja |                            |
|      |                    |     |         |                            |
|      |                    |     |         | Pabellón: Semifinales 2010 |

| 2011 | Regal FC Barcelona | 2–0 | Unicaja |                                 |
|      |                    |     |         |                                 |
|      |                    |     |         | Pabellón: Cuartos de final 2011 |

| 2015 | FC Barcelona Lassa | 3–2 | Unicaja |                            |
|      |                    |     |         |                            |
|      |                    |     |         | Pabellón: Semifinales 2015 |

| 2023 | Barça | 3–1 | Unicaja |                            |
|      |       |     |         |                            |
|      |       |     |         | Pabellón: Semifinales 2023 |

Éste será el undécimo enfrentamiento de ambos equipos en playoffs. El Barça ganó en las diez ocasiones anteriores.

### Valencia Basket vs. Dreamland Gran Canaria
| 2 de junio de 2025                  | Valencia Basket                                                       | 98–74                                | Dreamland Gran Canaria                                                                    | Valencia |  |  |
| 19:00                               | Parciales: 26–15, 18–26, 34–8, 20–25                                  | Parciales: 26–15, 18–26, 34–8, 20–25 | Parciales: 26–15, 18–26, 34–8, 20–25                                                      | |  |  |
|                                     | Estadísticas J. Montero 19 S. de Larrea 7 J. Montero 4 M. Costello 18 | Reporte Pts Reb Asts Val             | Estadísticas 12 P. Pelos 4 N. Brussino, J. Thomasson 3 A. Albicy, N. Brussino 14 M. Tobey | Pabellón: Pabellón Fuente de San Luis Asistencia: 6668 espectadores Árbitros: Martín Caballero Madrid Javier Torres Sánchez Andrés Fernández Carretero |  |  |
| Valencia Basket lidera la serie 1-0 |                                                                       |                                      |                                                                                           | |  |  |
|                                     |                                                                       |                                      |                                                                                           | |  |  |

| 4 de junio de 2025                | Dreamland Gran Canaria                                                       | 94–102 (OT)                                        | Valencia Basket                                                      | Las Palmas de Gran Canaria |  |  |
| 21:15                             | Parciales: 24–16, 22–27, 26–24, 18–23 (T.E.: 4–12)                           | Parciales: 24–16, 22–27, 26–24, 18–23 (T.E.: 4–12) | Parciales: 24–16, 22–27, 26–24, 18–23 (T.E.: 4–12)                   | |  |  |
|                                   | Estadísticas A. Albicy, C. Homesley 16 G. Conditt 8 A. Albicy 6 A. Albicy 22 | Reporte Pts Reb Asts Val                           | Estadísticas 36 J. Montero 10 J. Montero 4 J. Pradilla 41 J. Montero | Pabellón: Gran Canaria Arena Asistencia: 5617 espectadores Árbitros: Jordi Aliaga Solé Rafael Serrano Velázquez Juan de Dios Oyón |  |  |
| Valencia Basket gana la serie 2-0 |                                                                              |                                                    |                                                                      | |  |  |
|                                   |                                                                              |                                                    |                                                                      | |  |  |

| 27 de diciembre de 2024 | Dreamland Gran Canaria | 97–94   | Valencia Basket |                                                          |  |
|                         |                        |         |                 |                                                          |  |
|                         |                        | Reporte |                 | Pabellón: Gran Canaria Arena, Las Palmas de Gran Canaria |  |

| 10 de mayo de 2025 | Valencia Basket | 86–79   | Dreamland Gran Canaria |                                                 |  |
|                    |                 |         |                        |                                                 |  |
|                    |                 | Reporte |                        | Pabellón: Pabellón Fuente de San Luis, Valencia |  |

| \| 2018 \| Valencia Basket \| 1–2 \| Herbalife Gran Canaria \| \| \| \| \| \| \| \| \| \| \| \| \| Pabellón: Cuartos de final 2018 \| |                 |     |                        |                                 |
| 2018 | Valencia Basket | 1–2 | Herbalife Gran Canaria |                                 |
| |                 |     |                        |                                 |
| |                 |     |                        | Pabellón: Cuartos de final 2018 |

Éste será el segundo enfrentamiento de ambos equipos en playoffs, con el Gran Canaria habiendo ganado el anterior.

### La Laguna Tenerife vs. Joventut Badalona
| 2 de junio de 2025                     | La Laguna Tenerife                                                    | 96–81                                 | Joventut Badalona                                                      | San Cristóbal de La Laguna |  |  |
| 21:15                                  | Parciales: 22–21, 20–20, 28–22, 26–18                                 | Parciales: 22–21, 20–20, 28–22, 26–18 | Parciales: 22–21, 20–20, 28–22, 26–18                                  | |  |  |
|                                        | Estadísticas M. Huertas 39 G. Shermadini 9 M. Huertas 6 M. Huertas 41 | Reporte Pts Reb Asts Val              | Estadísticas 18 S. Dekker 7 A. Tomić 3 D. Dotson, P. Ribas 16 A. Tomić | Pabellón: Pabellón Santiago Martín Asistencia: 4768 espectadores Árbitros: Fernando Calatrava Cuevas Alfonso Olivares Iglesias Iyán González Gálvez |  |  |
| La Laguna Tenerife lidera la serie 1-0 |                                                                       |                                       |                                                                        | |  |  |
|                                        |                                                                       |                                       |                                                                        | |  |  |

| 4 de junio de 2025                   | Joventut Badalona                                            | 60–80                                 | La Laguna Tenerife                                                                     | Badalona |  |  |
| 19:00                                | Parciales: 16–22, 21–14, 13–25, 10–19                        | Parciales: 16–22, 21–14, 13–25, 10–19 | Parciales: 16–22, 21–14, 13–25, 10–19                                                  | |  |  |
|                                      | Estadísticas D. Dotson 20 A. Tomić 8 A. Hanga 3 D. Dotson 18 | Reporte Pts Reb Asts Val              | Estadísticas 23 B. Fitipaldo 8 A. Doornekamp 4 B. Fitipaldo, J. Sastre 26 B. Fitipaldo | Pabellón: Pabellón Olímpico de Badalona Asistencia: 5839 espectadores Árbitros: Benjamín Jiménez Trujillo Luis Miguel Castillo Larroca Raúl Zamorano Sánchez |  |  |
| La Laguna Tenerife gana la serie 2-0 |                                                              |                                       |                                                                                        | |  |  |
|                                      |                                                              |                                       |                                                                                        | |  |  |

| 15 de diciembre de 2024 | Joventut Badalona | 93–86   | La Laguna Tenerife |                                                   |  |
|                         |                   |         |                    |                                                   |  |
|                         |                   | Reporte |                    | Pabellón: Pabellón Olímpico de Badalona, Badalona |  |

| 1 de marzo de 2025 | La Laguna Tenerife | 82–81   | Joventut Badalona |                                                                |  |
|                    |                    |         |                   |                                                                |  |
|                    |                    | Reporte |                   | Pabellón: Pabellón Santiago Martín, San Cristóbal de La Laguna |  |

| 1987 | Ron Negrita Joventut | 2–0 | Cajacanarias |                                 |
|      |                      |     |              |                                 |
|      |                      |     |              | Pabellón: Cuartos de final 1987 |

| 2022 | Joventut | 2–1 | Lenovo Tenerife |                                 |
|      |          |     |                 |                                 |
|      |          |     |                 | Pabellón: Cuartos de final 2022 |

Éste será el tercer enfrentamiento de ambos equipos en playoffs, con el Joventut Badalona habiendo ganado los dos anteriores.

## Semifinales

### Real Madrid vs. Unicaja
| 11 de junio de 2025             | Real Madrid                                                    | 99–81                                 | Unicaja                                                                   | Madrid |  |  |
| 21:15                           | Parciales: 29–14, 22–17, 24–22, 24–28                          | Parciales: 29–14, 22–17, 24–22, 24–28 | Parciales: 29–14, 22–17, 24–22, 24–28                                     | |  |  |
|                                 | Estadísticas D. Musa 20 B. Fernando 5 F. Campazzo 7 D. Musa 25 | Reporte Pts Reb Asts Val              | Estadísticas 11 T. Kalinoski 5 T. Pérez 5 A. Díaz 9 T. Kalinoski, A. Díaz | Pabellón: Movistar Arena Asistencia: 10 089 espectadores Árbitros: Emilio Pérez Pizarro Òscar Perea Lorente Francisco Araña Santana |  |  |
| Real Madrid lidera la serie 1-0 |                                                                |                                       |                                                                           | |  |  |
|                                 |                                                                |                                       |                                                                           | |  |  |

| 13 de junio de 2025             | Real Madrid                                                                                 | 90–75                                 | Unicaja                                                                       | Madrid |  |  |
| 21:15                           | Parciales: 23–19, 23–22, 21–17, 23–17                                                       | Parciales: 23–19, 23–22, 21–17, 23–17 | Parciales: 23–19, 23–22, 21–17, 23–17                                         | |  |  |
|                                 | Estadísticas F. Campazzo, M. Hezonja 18 M. Hezonja 6 F. Campazzo 4 F. Campazzo, S. Llull 19 | Reporte Pts Reb Asts Val              | Estadísticas 16 K. Perry 6 T. Pérez, J. Barreiro 3 Tres jugadores 18 T. Pérez | Pabellón: Movistar Arena Asistencia: 10 174 espectadores Árbitros: Antonio Conde Ruiz Fernando Calatrava Cuevas Martín Caballero Madrid |  |  |
| Real Madrid lidera la serie 2-0 |                                                                                             |                                       |                                                                               | |  |  |
|                                 |                                                                                             |                                       |                                                                               | |  |  |

| 15 de junio de 2025             | Unicaja                                                                  | 86–84                                 | Real Madrid                                                      | Málaga |  |  |
| 17:00                           | Parciales: 23–13, 25–21, 22–26, 16–24                                    | Parciales: 23–13, 25–21, 22–26, 16–24 | Parciales: 23–13, 25–21, 22–26, 16–24                            | |  |  |
|                                 | Estadísticas D. Osetkowski 21 D. Osetkowski 6 A. Díaz 6 D. Osetkowski 17 | Reporte Pts Reb Asts Val              | Estadísticas 18 M. Hezonja 7 W. Tavares 5 A. Feliz 20 M. Hezonja | Pabellón: Palacio de Deportes José María Martín Carpena Asistencia: 10 681 espectadores Árbitros: Carlos Peruga Embid Carlos Cortés Rey Alfonso Olivares Iglesias |  |  |
| Real Madrid lidera la serie 2-1 |                                                                          |                                       |                                                                  | |  |  |
|                                 |                                                                          |                                       |                                                                  | |  |  |

| 17 de junio de 2025           | Unicaja                                                                   | 79–86                                 | Real Madrid                                                           | Málaga |  |  |
| 21:15                         | Parciales: 22–16, 21–23, 20–22, 16–25                                     | Parciales: 22–16, 21–23, 20–22, 16–25 | Parciales: 22–16, 21–23, 20–22, 16–25                                 | |  |  |
|                               | Estadísticas T. Carter 17 D. Osetkowski, K. Taylor 5 A. Díaz 4 M. Ejim 14 | Reporte Pts Reb Asts Val              | Estadísticas 20 M. Hezonja 12 W. Tavares 6 F. Campazzo 24 F. Campazzo | Pabellón: Palacio de Deportes José María Martín Carpena Asistencia: 10 681 espectadores Árbitros: Emilio Pérez Pizarro Òscar Perea Lorente Jordi Aliaga Solé |  |  |
| Real Madrid gana la serie 3-1 |                                                                           |                                       |                                                                       | |  |  |
|                               |                                                                           |                                       |                                                                       | |  |  |

| 8 de diciembre de 2024 | Real Madrid | 90–77   | Unicaja |                                 |  |
|                        |             |         |         |                                 |  |
|                        |             | Reporte |         | Pabellón: WiZink Center, Madrid |  |

| 23 de marzo de 2025 | Unicaja | 105–107 | Real Madrid |                                                                 |  |
|                     |         |         |             |                                                                 |  |
|                     |         | Reporte |             | Pabellón: Palacio de Deportes José María Martín Carpena, Málaga |  |

| 1991 | Real Madrid Otaysa | 2–0 | Caja Ronda |                              |
|      |                    |     |            |                              |
|      |                    |     |            | Pabellón: Primera Ronda 1991 |

| 2008 | Real Madrid | 0–2 | Unicaja |                                 |
|      |             |     |         |                                 |
|      |             |     |         | Pabellón: Cuartos de final 2008 |

| 2014 | Real Madrid | 3–1 | Unicaja |                            |
|      |             |     |         |                            |
|      |             |     |         | Pabellón: Semifinales 2014 |

| 2017 | Real Madrid | 3–0 | Unicaja |                            |
|      |             |     |         |                            |
|      |             |     |         | Pabellón: Semifinales 2017 |

Éste será el quinto enfrentamiento de ambos equipos en playoffs, con cuatro victorias para el Real Madrid en los anteriores.

### Valencia Basket vs. La Laguna Tenerife
| 10 de junio de 2025                 | Valencia Basket                                                     | 83–65                                | La Laguna Tenerife                                                | Valencia |  |  |
| 21:15                               | Parciales: 23–19, 24–18, 20–22, 16–6                                | Parciales: 23–19, 24–18, 20–22, 16–6 | Parciales: 23–19, 24–18, 20–22, 16–6                              | |  |  |
|                                     | Estadísticas J. Montero 16 J. Pradilla 10 B. Badio 3 J. Pradilla 22 | Reporte Pts Reb Asts Val             | Estadísticas 18 M. Huertas 9 T. Scrubb 5 M. Huertas 17 M. Huertas | Pabellón: Pabellón Fuente de San Luis Asistencia: 7453 espectadores Árbitros: Juan Carlos García González Rafael Serrano Velázquez Alberto Sánchez Sixto |  |  |
| Valencia Basket lidera la serie 1-0 |                                                                     |                                      |                                                                   | |  |  |
|                                     |                                                                     |                                      |                                                                   | |  |  |

| 12 de junio de 2025                 | Valencia Basket                                                               | 105–74                                | La Laguna Tenerife                                                           | Valencia |  |  |
| 21:15                               | Parciales: 23–10, 32–25, 20–22, 30–17                                         | Parciales: 23–10, 32–25, 20–22, 30–17 | Parciales: 23–10, 32–25, 20–22, 30–17                                        | |  |  |
|                                     | Estadísticas J. Montero 20 J. Soriano 7 J. Pradilla, J. Montero 4 C. Jones 29 | Reporte Pts Reb Asts Val              | Estadísticas 22 B. Fitipaldo 9 Y. Morin 6 Y. Morin 14 B. Fitipaldo, Y. Morin | Pabellón: Pabellón Fuente de San Luis Asistencia: 7746 espectadores Árbitros: Carlos Peruga Embid Benjamín Jiménez Trujillo Juan de Dios Oyón Cauqui |  |  |
| Valencia Basket lidera la serie 2-0 |                                                                               |                                       |                                                                              | |  |  |
|                                     |                                                                               |                                       |                                                                              | |  |  |

| 14 de junio de 2025               | La Laguna Tenerife                                                                   | 87–94                                 | Valencia Basket                                                             | San Cristóbal de La Laguna |  |  |
| 21:15                             | Parciales: 29–20, 16–19, 15–33, 27–22                                                | Parciales: 29–20, 16–19, 15–33, 27–22 | Parciales: 29–20, 16–19, 15–33, 27–22                                       | |  |  |
|                                   | Estadísticas M. Huertas 17 A. Doornekamp, T. Abromaitis 6 M. Huertas 8 M. Huertas 22 | Reporte Pts Reb Asts Val              | Estadísticas 28 B. Badio 8 J. Puerto 3 J. Pradilla, C. Jones 29 J. Pradilla | Pabellón: Pabellón Santiago Martín Asistencia: 5066 espectadores Árbitros: Jordi Aliaga Solé Arnau Padrós Feliu Jorge Martínez Fernández |  |  |
| Valencia Basket gana la serie 3-0 |                                                                                      |                                       |                                                                             | |  |  |
|                                   |                                                                                      |                                       |                                                                             | |  |  |

| 13 de diciembre de 2024 | Valencia Basket | 96–81   | La Laguna Tenerife |                                                 |  |
|                         |                 |         |                    |                                                 |  |
|                         |                 | Reporte |                    | Pabellón: Pabellón Fuente de San Luis, Valencia |  |

| 25 de mayo de 2025 | La Laguna Tenerife | 99–102  | Valencia Basket |                                                                |  |
|                    |                    |         |                 |                                                                |  |
|                    |                    | Reporte |                 | Pabellón: Pabellón Santiago Martín, San Cristóbal de La Laguna |  |

Este es el primer enfrentamiento en playoffs entre el Valencia Basket y La Laguna Tenerife.

## Final
| 20 de junio de 2025             | Real Madrid                                                   | 89–75                                 | Valencia Basket                                               | Madrid |  |  |
| 21:15                           | Parciales: 19–15, 16–17, 29–28, 25–15                         | Parciales: 19–15, 16–17, 29–28, 25–15 | Parciales: 19–15, 16–17, 29–28, 25–15                         | |  |  |
|                                 | Estadísticas A. Feliz 18 B. Fernando 7 A. Feliz 3 A. Feliz 22 | Reporte Pts Reb Asts Val              | Estadísticas 20 B. Badio 8 J. Pradilla 5 C. Jones 15 B. Badio | Pabellón: Movistar Arena Asistencia: 10 064 espectadores Árbitros: Antonio Conde Ruiz Carlos Cortés Rey Arnau Padrós Feliu |  |  |
| Real Madrid lidera la serie 1-0 |                                                               |                                       |                                                               | |  |  |
|                                 |                                                               |                                       |                                                               | |  |  |

| 22 de junio de 2025             | Real Madrid                                                             | 102–96 (OT)                                        | Valencia Basket                                                     | Madrid |  |  |
| 18:30                           | Parciales: 22–25, 26–20, 21–23, 20–21 (T.E.: 13–7)                      | Parciales: 22–25, 26–20, 21–23, 20–21 (T.E.: 13–7) | Parciales: 22–25, 26–20, 21–23, 20–21 (T.E.: 13–7)                  | |  |  |
|                                 | Estadísticas F. Campazzo 18 W. Tavares 10 F. Campazzo 11 F. Campazzo 19 | Reporte Pts Reb Asts Val                           | Estadísticas 23 J. Montero 8 J. Pradilla 8 J. Montero 26 J. Montero | Pabellón: Movistar Arena Asistencia: 11 142 espectadores Árbitros: Emilio Pérez Pizarro Òscar Perea Lorente Francisco Araña Santana |  |  |
| Real Madrid lidera la serie 2-0 |                                                                         |                                                    |                                                                     | |  |  |
|                                 |                                                                         |                                                    |                                                                     | |  |  |

| 25 de junio de 2025           | Valencia Basket                                                        | 70–81                                | Real Madrid                                                                       | Valencia |  |  |
| 21:15                         | Parciales: 19–23, 21–16, 9–21, 21–21                                   | Parciales: 19–23, 21–16, 9–21, 21–21 | Parciales: 19–23, 21–16, 9–21, 21–21                                              | |  |  |
|                               | Estadísticas J. Montero 12 N. Sestina 6 Tres jugadores 2 J. Montero 14 | Reporte Pts Reb Asts Val             | Estadísticas 11 M. Hezonja, B. Fernando 9 M. Hezonja 5 F. Campazzo 19 B. Fernando | Pabellón: Pabellón Fuente de San Luis Asistencia: 8081 espectadores Árbitros: Carlos Peruga Embid Jordi Aliaga Solé Alberto Sánchez Sixto |  |  |
| Real Madrid gana la serie 3-0 |                                                                        |                                      |                                                                                   | |  |  |
|                               |                                                                        |                                      |                                                                                   | |  |  |

| 22 de diciembre de 2024 | Valencia Basket | 85–84   | Real Madrid |                                                 |  |
|                         |                 |         |             |                                                 |  |
|                         |                 | Reporte |             | Pabellón: Pabellón Fuente de San Luis, Valencia |  |

| 4 de mayo de 2025 | Real Madrid | 96–89   | Valencia Basket |                                  |  |
|                   |             |         |                 |                                  |  |
|                   |             | Reporte |                 | Pabellón: Movistar Arena, Madrid |  |

| 1998 | Real Madrid Teka | 3–1 | Pamesa Valencia |                                 |
|      |                  |     |                 |                                 |
|      |                  |     |                 | Pabellón: Cuartos de final 1998 |

| 2007 | Real Madrid | 3–1 | Pamesa Valencia |                                 |
|      |             |     |                 |                                 |
|      |             |     |                 | Pabellón: Cuartos de final 2007 |

| 2015 | Real Madrid | 3–1 | Valencia Basket |                            |
|      |             |     |                 |                            |
|      |             |     |                 | Pabellón: Semifinales 2015 |

| 2016 | Real Madrid | 3–1 | Valencia Basket |                            |
|      |             |     |                 |                            |
|      |             |     |                 | Pabellón: Semifinales 2016 |

| 2017 | Real Madrid | 1–3 | Valencia Basket |                        |
|      |             |     |                 |                        |
|      |             |     |                 | Pabellón: Finales 2017 |

| 2019 | Real Madrid | 3–0 | Valencia Basket |                            |
|      |             |     |                 |                            |
|      |             |     |                 | Pabellón: Semifinales 2019 |

| 2021 | Real Madrid | 2–1 | Valencia Basket |                            |
|      |             |     |                 |                            |
|      |             |     |                 | Pabellón: Semifinales 2021 |

Éste será el octavo enfrentamiento de ambos equipos en playoffs, con seis victorias para el Real Madrid en los anteriores.